# Macrostomion simile
Macrostomion simile är en stekelart som först beskrevs av Baker 1917.  Macrostomion simile ingår i släktet Macrostomion och familjen bracksteklar. Inga underarter finns listade i Catalogue of Life.